# HD 162020
HD 162020 é uma estrela na constelação de Scorpius. Tem uma magnitude aparente visual de 9,12, sendo invisível a olho nu. De acordo com dados de paralaxe, do terceiro lançamento do catálogo Gaia, está localizada a uma distância de 102,4 anos-luz (31,4 parsecs) da Terra. Isso corresponde a uma magnitude absoluta de 6,64.
Esta estrela é uma anã laranja com um tipo espectral de K3V e uma massa de cerca de 75% da massa solar. Em 2000, foi anunciada a descoberta de uma provável anã marrom ao seu redor.

## Características
HD 162020 é uma estrela de classe K da sequência principal (anã laranja) com um tipo espectral de K3V, o que indica que é menor, menos luminosa e mais fria que o Sol. Possui uma massa estimada de 75% da massa solar e um raio de 68% do raio solar. Sua fotosfera está irradiando energia com 22% da luminosidade solar e tem uma temperatura efetiva de 4 870 K. A estrela tem uma metalicidade, a abundância de elementos além de hidrogênio e hélio, um pouco inferior à do Sol, com uma concentração de ferro equivalente a 80% da solar.
HD 162020 apresenta um alto nível de atividade cromosférica, evidenciado por uma forte linha de emissão de cálcio ionizado (Ca II) em 3968,5 Å (linha H). Os dados fotométricos obtidos pela sonda Hipparcos possuem uma alta dispersão (desvio padrão de 0,018 magnitudes), o que provavelmente é causado por atividade estelar. Um alto nível de atividade geralmente está associado a uma baixa idade, mas é incerto se esse é o caso para HD 162020, já que a presença da anã marrom tão próxima pode ter aumentado a rotação da estrela e consequentemente a atividade. Um estudo de 2007 não encontrou evidências de baixa idade na concentração de lítio ou na cinemática da estrela.
Atualmente se aproximando do Sistema Solar com uma velocidade radial de -27,3 km/s e um baixo movimento próprio de 32,4 milissegundos de arco por ano, HD 162020 fará sua maior aproximação em cerca de um milhão de anos, quando chegará a uma distância mínima de aproximadamente 15,7 anos-luz (4,8 parsecs) do Sol. Sua magnitude aparente a essa distância seria de 5,1.

## Sistema planetário
Em abril de 2000, o Observatório Europeu do Sul anunciou a descoberta de uma provável anã marrom orbitando HD 162020. Sua órbita tem um período de 8,43 dias e uma alta excentricidade de 0,28. A detecção foi feita pelo método da velocidade radial como parte da busca por planetas extrassolares do espectrógrafo CORALIE, localizado no Telescópio Suíço Euler, no Observatório de La Silla. Devido à alta semiamplitude observada da órbita (1,813 km/s), os 46 dados de velocidade radial obtidos permitiram a criação de uma solução orbital muito precisa, com um desvio médio de apenas 8,1 m/s em relação à melhor solução.
Esse objeto tem uma massa mínima de 14,4 vezes a massa de Júpiter, próxima do limite entre planetas e anãs marrons, e orbita a estrela a uma distância média de apenas 0,074 UA. Como não é conhecida a inclinação da órbita, é possível que o objeto seja uma estrela de baixa massa, mas considerações de dissipação de energia por forças de maré indicam que uma massa baixa é mais provável. Os dados astrométricos da sonda Hipparcos não conseguiram impor um limite máximo significativo para a massa do objeto. Anãs marrons orbitando estrelas parecidas com o Sol são extremamente raras, com uma taxa de ocorrência inferior a 0,6%.
| Planeta | Massa    | Semieixo maior (UA) | Período orbital (dias) | Excentricidade  |
| ------- | -------- | ------------------- | ---------------------- | --------------- |
| b       | >14,4 MJ | 0,074               | 8,428198 ± 0,000056    | 0,2770 ± 0,0020 |